# Parcieux
Parcieux là một xã ở tỉnh Ain, vùng Auvergne-Rhône-Alpes thuộc miền đông nước Pháp. Its inhabitants are known as Parcevins.